# Tetivni štirikotnik
Tetivni štírikótnik ali tetivni četverokótnik je v ravninski geometriji štirikotnik, katerega vsa oglišča ležijo na isti krožnici, oziroma, ki ima očrtano krožnico. Njegove stranice so tetive te krožnice. Oglišča so sokrožna.

## Splošne značilnosti
V tetivnem štirikotniku sta nasprotna notranja kota suplementarna, oziroma štirikotnik je tetiven, če je vsota nasprotnih kotov enaka 180°:
{\displaystyle \alpha +\gamma =180^{\circ },\quad \beta +\delta =180^{\circ }\!\,.}
To dejstvo izhaja iz izreka o obodnem kotu. Velja enako, vsak zunanji kot je enak nasprotnemu notranjemu kotu. 
Za tetivni štirikotnike velja Ptolemajev izrek: produkt dolžin njegovih diagonal je enak vsoti produktov po dveh nasprotnih stranic:
{\displaystyle ef=ac+bd\!\,.}
V vsakem konveksnem štirikotniku dve diagonali skupaj razdelita štirikotnik v štiri trikotnike; v tetivnem štirikotniku sta nasprotna para teh trikotnikov med seboj podobna. Če sta diagonali pravokotni, in je s tem štirikotnik ortodiagonalen, velja Brahmaguptov izrek.

## Posebni primeri
Kvadrat, pravokotnik ali enakokraki trapez so tetivni štirikotniki, paralelogram pa v splošnem ni.

## Obseg
Obseg tetivnega štirikotnika je skupna dolžina vseh stranic:
{\displaystyle o=a+b+c+d\!\,.}

## Ploščina
Za dane stranice tetivnega štirikotnika je njegova ploščina p podana z Brahmaguptovo enačbo:
{\displaystyle p={\sqrt {(s-a)(s-b)(s-c)(s-d)}}\!\,,}
kjer je s polobseg:
{\displaystyle s={\frac {a+b+c+d}{2}}\!\,.}
Ploščina je podana tudi s polmerom očrtane krožnice R in diagonalama e ali f:
{\displaystyle p=\,{\frac {e(ab+cd)}{4R}}={\frac {f(ad+bc)}{4R}}\!\,.}
Od vseh štirikotnikov z danimi stranicami a, b, c in d ima tetivni štirikotnik največjo ploščino.

## Druge značilnosti
Dolžini diagonal sta dani z:
{\displaystyle e={\sqrt {\frac {(ac+bd)(ad+bc)}{ab+cd}}}\!\,,}
{\displaystyle f={\sqrt {\frac {(ab+cd)(ac+bd)}{ad+bc}}}\!\,.}
Polmer očrtane krožnice R tetivnega štirikotnika je:
{\displaystyle R={\frac {1}{4p}}{\sqrt {(ab+cd)(ac+bd)(ad+bc)}}\!\,.}